# Перевозніков Сергій Сергійович
Сергій Сергійович Перевозніков (нар. 7 квітня 1995) — український легкоатлет, який спеціалізується в метанні молота.
На національних змаганнях представляє Закарпатську область.
Тренується у Мукачеві під керівництвом Ярослава Чмира.

## Спортивні досягнення
6-е місце на командному чемпіонаті Європи.
Учасник чемпіонату світу (2019), на якому не вдалось подолати кваліфікаційну стадію.
Учасник чемпіонату Європи серед молоді (2017), на якому також не вдалось подолати кваліфікаційну стадію.
Срібний (2019) та бронзовий (2020) призер чемпіонатів України.
Зимовий чемпіон України (2020, 2021) та срібний призер зимових чемпіонатів України (2019, 2022).